# Taiseki-ji
Il Taiseki-ji (大石寺 (多宝富士大日蓮華山大石寺)?, Tahō Fuji Dainichirenge-zan Taiseki-ji) è il Tempio principale (総本山?, sōhonzan) della scuola Nichiren Shōshū del ramo Nichiren del Buddhismo giapponese. È collocato alle pendici del Fuji a Fujinomiya, nella prefettura di Shizuoka, in Giappone. Il Taiseki-ji venne fondato nel 1290 ce da Nikkō, uno dei discepoli più vicini a Nichiren.

## Il Taiseki-ji oggi
Il tempio principale della Nichiren Shōshū è anche il suo centro amministrativo, e il suo reverendo capo (貫主?, kanzu) è contemporaneamente il sommo patriarca (法主?, Hossu) della Nichiren Shōshū. L'attuale sommo patriarca è Nichinyo Hayase (1935–), che ha assunto tale posizione il 16 dicembre 2005, e rappresenta il 68° in un lignaggio che la Nichiren Shōshū fa risalire a Nichiren (1222–1282). Egli viene comunemente chiamato in inglese 68th High Priest Nichinyo Shōnin e in italiano "68° Sommo Patriarca Nichinyo Shōnin".
Siccome è il tempio principale della Nichiren Shōshū e quindi custodisce il Dai-Gohonzon, l'oggetto di massima venerazione della Nichiren Shōshū, il Taiseki-ji viene visitato da credenti di tutto il mondo che vengono in pellegrinaggio personale, per partecipare alle cerimonie ordinarie, o per prender parte a grandi eventi come i pellegrinaggi di gruppo del tempio, i corsi di studio e le grandi adunate. Il tempio è visitato da diverse centinaia di migliaia di pellegrini ogni anno, ed è rinomato per diverse costruzioni di valore storico, i suoi giardini e i suoi viali alberati dai tipici ciliegi da fiore come il cosiddetto tatchū (viale principale che attraversa i templi dove vengono accolti i pellegrini).

### Cerimonie ed eventi
- Primo gongyō dell'anno (dalle 2:30 del mattino del primo gennaio)
- Pellegrinaggio di Capodanno (1–4 gennaio)
- Koshi-e (Servizio in memoria del secondo Sommo Patriarca Nikkō, 6–7 febbraio)
- Nascita di Nichiren (16 febbraio)
- Higan-e, Equinozio di primavera (20 o 21 marzo)
- Cerimonia di "Aerazione dei Tesori" (giap. O-mushi Barai', 6–7 aprile)
- Corsi di studio estivi (giugno–luglio)
- Urabon-e (15 agosto)
- Gonan-e (Commemorazione della persecuzione di Tatsunokuchi, 12 settembre)
- Kanshi-e (Servizio in memoria del ventiseiesimo sommo patriarca Nichikan, 18–19 settembre)
- Higan-e, Equinozio d'autunno (23 settembre)
- Ushi-e (Servizio in memoria del nono sommo patriarca Nichiu, 29 settembre)
- Mokushi-e (Servizio in memoria del terzo sommo patriarca Nichimoku, 14–15 novembre)
- Nichiren Daishōnin Gotai-e (chiamato spesso Oeshiki; servizio in memoria della vita e degli insegnamenti di Nichiren Daishōnin, 20–21 novembre)

Gli eventi in grassetto sono considerate le due cerimonie più importanti dell'anno.

## Storia

### Fondazione e primo periodo
Secondo la tradizione della Nichiren Shōshū, il Taiseki-ji venne fondato nel 1290 dal discepolo di Nichiren Nikkō su un appezzamento di terreno chiamato Ōishi-ga-hara (大石ケ原?) donato dal signore locale, Nanjō Tokimitsu (1259–1332). Il nome deriva da una diversa lettura dell'ideogramma kanji per Ōishi (大石), taiseki, e ji (寺), che significa tempio. Tokimitsu era uno dei seguaci laici di Nichiren e considerava Nikkō come suo maestro personale. All'inizio si trattava di un piccolo edificio ma crebbe gradualmente quando i discepoli di Nikkō costruirono altri templi. I periodi di maggior crescita furono durante il periodo medio di Edo e nel periodo successivo alla seconda guerra mondiale.

## Sommi Patriarchi di rilievo
- 4° sommo patriarca Nichidō
- 5° sommo patriarca Nichigyō
- 9° sommo patriarca Nichiu
- 26° sommo patriarca Nichikan
- 59° sommo patriarca Nichiko
- 66° sommo patriarca Nittatsu
- 67° sommo patriarca Nikken
- 68° sommo patriarca Nichinyo (attuale)

## Edifici

### Cancello di Sanmon
Il cancello di Sanmon ("tre porte", scritto 三門, talvolta 山門) è la "porta d'accesso" al Taiseki-ji ed è stata dichiarata monumento culturale della prefettura di Shizuoka. Venne costruito nel 1717 grazie alle donazioni di Tenneiin, la moglie del sesto Shōgun Tokugawa Ienobu.

### Il Mutsuboō
Il primo Mutsubō (六壷) venne eretto nel 1290, rendendolo storicamente il primo edificio del Taiseki-ji.
Da allora, è stato ricostruito molte volte. L'attuale struttura, che usa molto legno di zelkova giapponese (), venne completata nel 1988 come uno dei progetti per commemorare il 700º anniversario della fondazione del Taisekiji.
Secondo la tradizione, il Mutsubō era originariamente diviso in sei stanze, da cui il nome.

### La grande sala di ricevimento
Il Daikyakuden (大客殿) venne costruito per la prima volta nel 1465. La struttura attuale, ricoperta di legno su un'anima in acciaio, venne completata nel 1998 per sostituire l'edificio precedente, in cemento armato, del 1964.
La Grande Sala di Ricevimento è il luogo dove viene celebrata la cerimonia di Ushi-Tora Gongyō, ogni mattina nel passaggio dall'"ora del bue (Ushi)" all'"ora della tigre (Tora)".
I fedeli vengono chiamati dal suono di un gong e si riuniscono al Daikyakuden per cominciare la cerimonia alle 2:30 del mattino, per concluderla circa un'ora dopo. Si crede che ciò segni la transizione dall'oscurità all'illuminazione, così come l'ora in cui il Buddha raggiunse l'illuminazione.
La cerimonia viene svolta tutte le mattine, con cadenza solenne, dal Sommo Patriarca o da un suo sostituto. Durante la recitazione del Daimoku, prima della quinta preghiera silenziosa, il Nam-Myōhō-Renge-Kyō viene scandito al ritmo di due tamburi, che suonano all'unisono dagli angoli opposti della sala.
Dopo la quinta preghiera silenziosa, il Sommo Patriarca si sposta su di un altare apposito, posto verso nord, in direzione del Dai-Gohonzon, e ripete un'ulteriore preghiera in quella direzione.
Lo scopo di questa cerimonia è, tra l'altro, pregare per la diffusione degli insegnamenti della Nichiren Shōshū in tutto il mondo e quindi portare pace e prosperità a tutto il genere umano. In tal senso, il Daikyakuden è l'unico tempio del Taisekiji a essere orientato da est a ovest, nel verso di propagazione del Buddhismo di Nichiren, invece che da nord a sud.
Nella Grande Sala di Ricevimento sono presenti due statue a grandezza naturale (le uniche raffigurazioni di Nichiren e Nikkō ammesse dalla Nichiren Shōshū, collocate ai lati del Gohonzon iscritto dal terzo Sommo Patriarca Nichimoku. In tal modo, si ritiene che i primi tre fondatori della Nichiren Shōshū si riuniscano per la cerimonia.

### Mieidō
L'originale tempio del Mieidō (御影堂: "sala dell'immagine") venne costruito nel 1522. Ospita un'immagine di Nichiren (da cui il nome) datata 1388.
L'attuale struttura, in stile classico, venne costruita nel 1632 e ha subito diversi rinnovamenti, il più recente nel 1971.
È stato dichiarato bene culturale dalla prefettura di Shizuoka nel 1971.
Al momento sta subendo delle ristrutturazioni notevoli per mettere in sicurezza sismica l'edificio. Ciò comprende una fase di smantellamento di ciascun pezzo, rafforzamento e sostituzione dei pezzi danneggiati dal tempo, e riassemblaggio. Tale lavoro si ritiene verrà concluso entro il 2013.

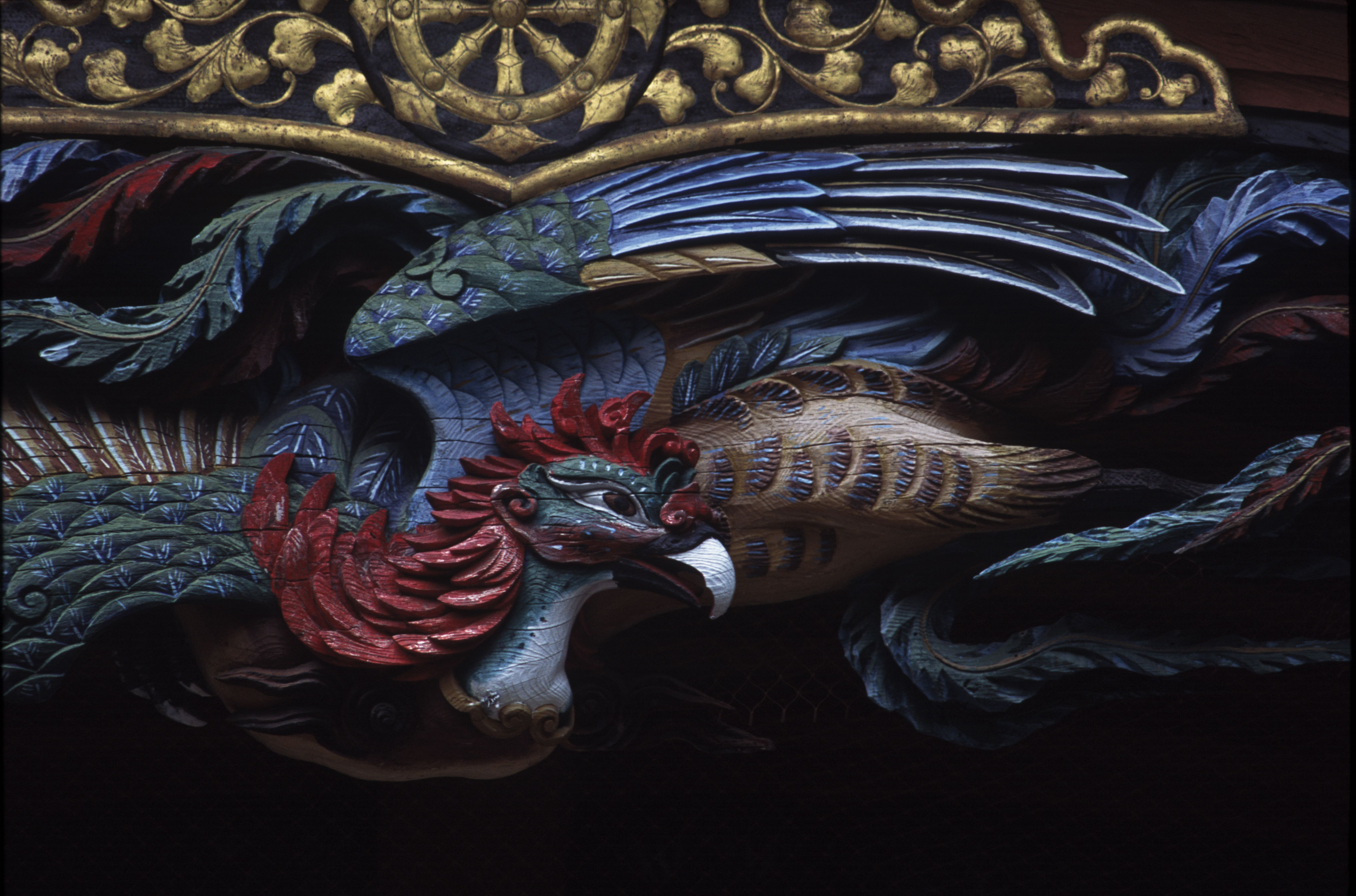
La decorazione del fenghuang sull'architrave d'ingresso del tempio Mieidō al Taiseki-ji.

### Hōandō
Lo Hōandō (奉安 堂: Hōan è forma onorifica di un verbo che significa "custodire" o "posto in un altare"; dō è un grande "edificio" o "sala") ospita il Dai-Gohonzon, l'oggetto supremo di venerazione nella Nichiren Shōshū.
La cerimonia di udienza con il Dai-Gohonzon, chiamata "Gokaihi", viene svolta secondo un calendario preciso, solitamente sotto la guida del sommo patriarca, a sancirne l'importanza per i fedeli della Nichiren Shōshū.
Lo Hōandō è costruito nello stile dei templi (a custodia) tradizionali giapponesi, per significare che kōsen rufu (広 宣 流 布) deve ancora essere raggiunto. Sommariamente, kōsen rufu significa che la fede della Nichiren Shōshū è diventata la religione principale del mondo. Ciò è significativo per i fedeli della Nichiren Shōshū, perché essi credono che, secondo la volontà di Nichiren, il Dai-Gohonzon (che rappresenta per essi l'incarnazione del Buddha originale e del Dharma) non debba essere reso accessibile pubblicamente, fino a che kōsen rufu sia stato raggiunto, ma vada custodito e visitato solo da coloro che hanno chiesto e ottenuto un'udienza al sommo patriarca. Un altro simbolo di ciò è che, a differenza di tutti gli altri altari della Nichiren Shoshu, quello dello Hōandō non sia decorato con un'offerta di sempreverdi, e che i non credenti siano ammessi nell'edificio solo in occasioni speciali.
Numerose reliquie dai 750 anni di storia del Taisekiji sono conservate nel Tempio.
Lo Hōandō ha sostituito lo Shōhondō (正本堂: "vera sala principale"), sede precedente per il Dai-Gohonzon. Prima che lo Shōhondō venisse completato nel 1972, il Dai-Gohonzon era stato custodito in un edificio chiamato la "Casa del Tesoro" o esposto nell'Hōanden (奉安殿), un'altra struttura a custodia costruita dietro la casa del tesoro.

### La casa del tesoro
La casa del tesoro (御宝蔵: Gohōzō) è aperta solo ai credenti.
Al suo interno vengono custodite le reliquie dei 750 anni di storia del Taisekiji, come gli originali delle pergamene e [gohonzon] manoscritti da Nichiren, oggetti usati da lui e dai successivi Sommi Patriarchi, dipinti e altri oggetti importanti per questa scuola di Buddhismo Nichiren, informazioni sulla religione e la sua storia.
Questi oggetti vengono portati fuori ed esposti nella sala del gran ricevimento durante la cerimonia dell'aerazione dei tesori (O-mushi Barai), che si svolge all'inizio di ogni aprile.

### La pagoda a cinque piani
Completata nel 1749, la pagoda a cinque piani del Taisekiji guarda ad ovest invece del solito sud, a significare che il Buddhismo di Nichiren si diffonderà da oriente (il Giappone) a occidente. È la più grande pagoda lungo il Tōkaidō, la via storica del sistema stradale del Gokaidō, risalente al Periodo Edo, che correva ad oriente del Giappone da Edo (l'odierna Tōkyō) a Kyoto.
La struttura, interamente realizzata in incastri di legno, è attraversata verticalmente da un unico tronco, che ne permette di segnalare gli eventuali smottamenti. Venne dichiarata tesoro culturale di importanza nazionale nel 1966.
La pagoda viene aperta ogni 16 febbraio per celebrare le cerimonie per il compleanno di Nichiren.